# Il était une fois à Hollywood (film, 1974)
Ne doit pas être confondu avec Once Upon a Time… in Hollywood.
Série
Hollywood, Hollywood
(1976)
Pour plus de détails, voir Fiche technique et Distribution.
Il était une fois à Hollywood (That's Entertainment!), parfois appelé Il était une fois Hollywood, est un documentaire américain de Jack Haley Jr. sorti en 1974. Il s'agit d'un film de montage des films produits par la MGM.

## Fiche technique
- Titre : Il était une fois à Hollywood
- Titre original : That's Entertainment!
- Réalisation : Jack Haley Jr.
- Scénario : Jack Haley Jr.
- Production: Jack Haley Jr. et Daniel Melnick (en) producteur exécutif
- Société de production : MGM
- Musique : Henry Mancini
- Image : Allan Green, Ennio Guarnieri, Ernest Laszlo, Russell Metty et Gene Polito
- Montage : David E. Blewitt et Bud Friedgen
- Pays de production : États-Unis
- Langue : anglais
- Genre : film musical
- Format : Couleur (Metrocolor)/Noir et blanc - Son mono (copies optiques de 35 mm) - ratio projection: 1,85:1 à 1,37:1
- Durée : 135 minutes
- Dates de sortie : 
  - États-Unis : 23 mai 1974 New York
  - États-Unis : 21 juin 1974
  - France : 15 janvier 1975

## Distribution
Dans leur propre rôle :
- Fred Astaire
- Bing Crosby
- Gene Kelly
- Peter Lawford
- Liza Minnelli
- Donald O'Connor
- Debbie Reynolds
- Mickey Rooney
- Frank Sinatra
- James Stewart
- Elizabeth Taylor
- Leslie Caron
- Maurice Chevalier
- Clark Gable
- Ava Gardner
- Judy Garland
- Cary Grant
- Jean Harlow
- Esther Williams